# Reise in das innere Nord-America in den Jahren 1832 bis 1834

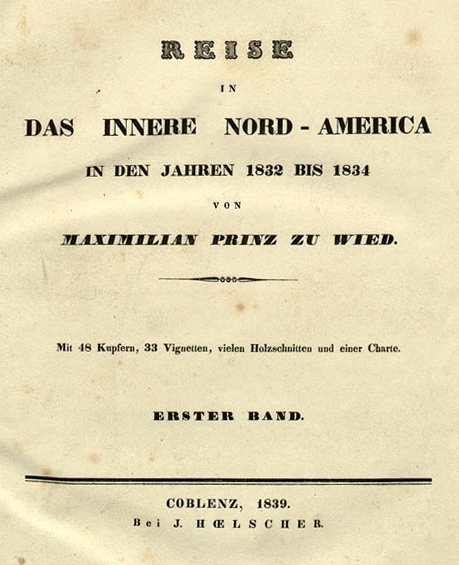
Titelblatt des 1. Bandes von Reise in das innere Nord-America in den Jahren 1832 bis 1834.

Reise in das innere Nord-America in den Jahren 1832 bis 1834 (englische Fassung: Maximilian Prince of Wied’s Travels in the Interior of North America, during the years 1832–1834, französische Fassung: Voyage dans l’interieur de L’Amérique du Nord exécuté pendant les années 1832, 1833 et 1834) ist ein mehrbändiges Werk des deutschen Ethnologen und Naturforschers Maximilian zu Wied-Neuwied, das nacheinander in den drei Sprachen Deutsch, Englisch und Französisch veröffentlicht wurde. Das Werk beschreibt die Ergebnisse der völkerkundlichen Reise von Maximilian zu Wied-Neuwied durch Nordamerika in den Jahren 1832 bis 1834 und wurde mit Illustrationen des Schweizer Malers Karl Bodmer ausgestaltet. Das Werk Reise in das innere Nord-Amerika 1832 bis 1834 wurde zu einer wichtigen Dokumentation der indianischen Bevölkerung der USA.

## Die Reise von Maximilian zu Wied-Neuwied in den Jahren 1832 bis 1834 nach Nordamerika

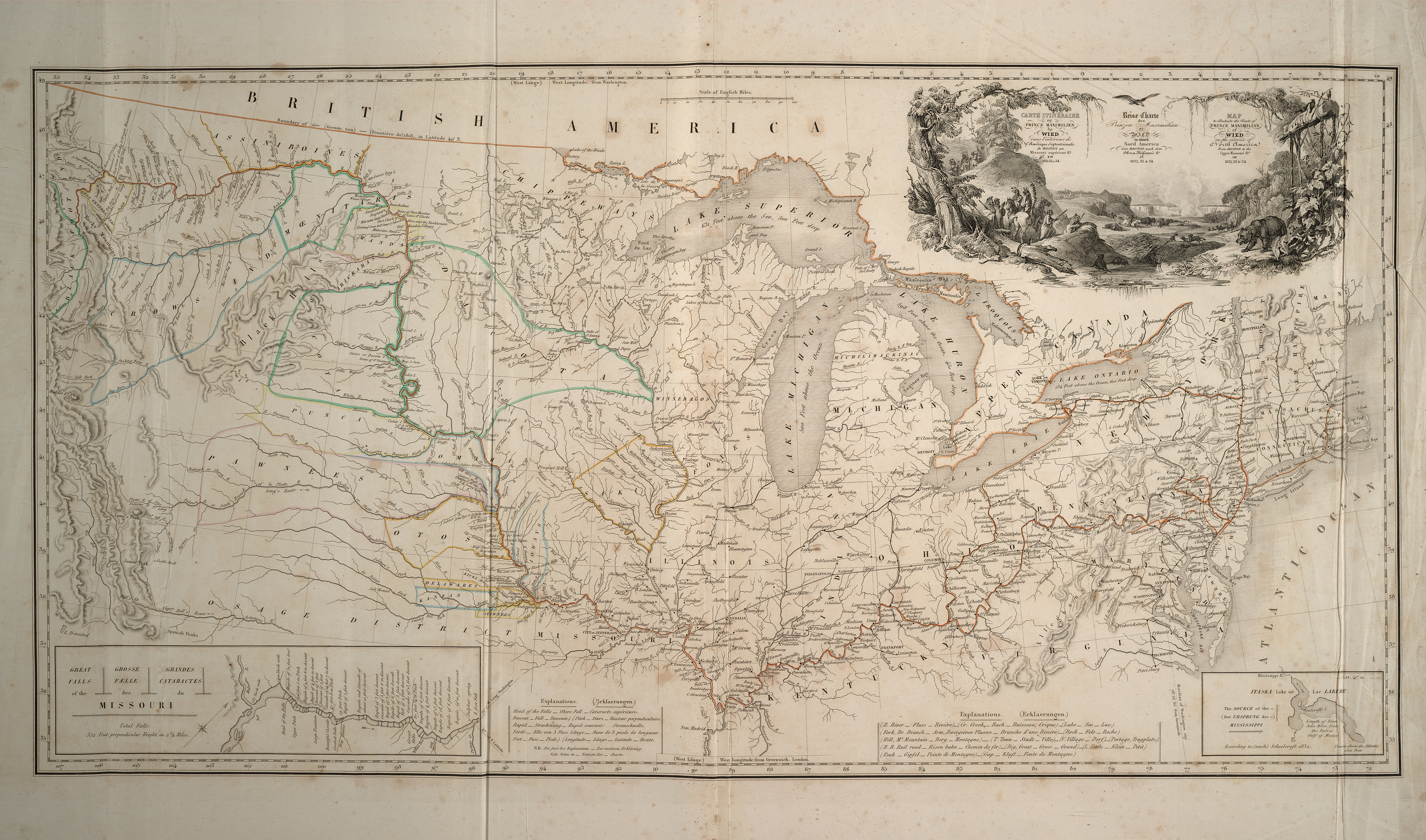
Die Reiseroute von Maximilian zu Wied-Neuwied in den Jahren 1832 bis 1834 in Nordamerika ist mit roter Farbe eingetragen, Orange markiert Grenzverläufe.

Das Ziel dieser Forschungsreise waren die Beobachtung von Flora und Fauna Nordamerikas und die Begegnung mit den Indianerstämmen, die seinerzeit westlich des Missouri lebten und zu den Forts am Ufer des Missouri kamen, um Pelzhandel, u. a. mit der American Fur Company, zu betreiben. Maximilian zu Wied-Neuwied verpflichtete daher den Zeichner Karl Bodmer als Reisebegleiter, um Land und Leute sowie Flora und Fauna mit größtmöglicher Genauigkeit im Bild zu dokumentieren, insbesondere die Lebenswelt der indianischen Bevölkerung in Nordamerika, bevor deren einzigartige Kultur für immer verloren ging.
Am 7. Mai 1832 verließen die beiden zusammen mit dem Hofjäger und Präparator David Dreidoppel das Schloss in Neuwied und reisten am 17. Mai von Hellevoetsluis bei Rotterdam aus mit einem amerikanischen Schiff nach Boston, wo sie am Independence Day, dem 4. Juli, an Land gingen. Sie reisten u. a. entlang des Ohio River durch Pennsylvania und Indiana, schließlich 1833 über St. Louis den Missouri River hinauf. Sie bereisten den „Wilden Westen“ bis zum Jahresende und überwinterten in Fort Clark; im Frühjahr 1834 nahmen sie sich mit ihren gesammelten Tier- und Pflanzenproben sowie einigen hundert Zeichnungen auf den Rückweg Richtung Osten, schifften sich in New York nach Le Havre ein und erreichten im August 1834 wieder Europa.

## Das Werk „Reise in das innere Nord-America in den Jahren 1832 bis 1834“
Zwischen 1837 und 1842 veröffentlichte Jakob Hölscher in Koblenz das deutschsprachige Buchprojekt Reise in das innere Nord-America in den Jahren 1832 bis 1834 als zweibändiges Werk mit Bildatlas in Einzellieferungen. Die Reisebeschreibungen umfassen insgesamt 1340 Textseiten, in die 52 kleine Holzschnitte eingefügt sind. Der Text von Maximilian zu Wied-Neuwied enthält in der Reihenfolge seiner Tagebuchaufzeichnungen nicht nur Reiseschilderungen und Berichte über die Indianervölker, sondern auch Aufzeichnungen über die Flora und Fauna Nordamerikas und eine Beschreibung der industrialisierten Oststaaten der USA. Der separate zweibändige Bildatlas besteht aus 81 Illustrationen nach den Zeichnungen Karl Bodmers und einer Karte; er wurde in fünf verschiedenen Ausführungen angeboten, die unterschiedliche Papierqualitäten und entweder unkolorierte Schwarzweißbilder oder kolorierte Farbbilder enthielten. Wegen dieser aufwändigen Illustrationen gilt das Werk als Meilenstein in der Geschichte des Buchdrucks im 19. Jahrhundert.
Der gedruckte Text von Maximilian zu Wied-Neuwied umfasst rund 300 000 Wörter, während das Manuskript etwa 500 000 Wörter enthielt. Das Manuskript wurde also vor der Veröffentlichung stark gekürzt, beispielsweise um die Beschreibung von Trinkgelagen, um die Darstellung sexueller Gewohnheiten der besuchten Indianerstämme und um einige wenig schmeichelhafte Bemerkungen über die weißen Händler am Missouri. Ein typisches Beispiel für Wieds Beschreibungen findet sich etwa in Kapitel 21 im 2. Band; dort beschreibt der Autor die ursprüngliche Flusslandschaft des Missouri und deren Tierwelt im Jahr 1833. Diese Flussfahrt in unberührter Natur wird als einzigartiges Erlebnis dargestellt.

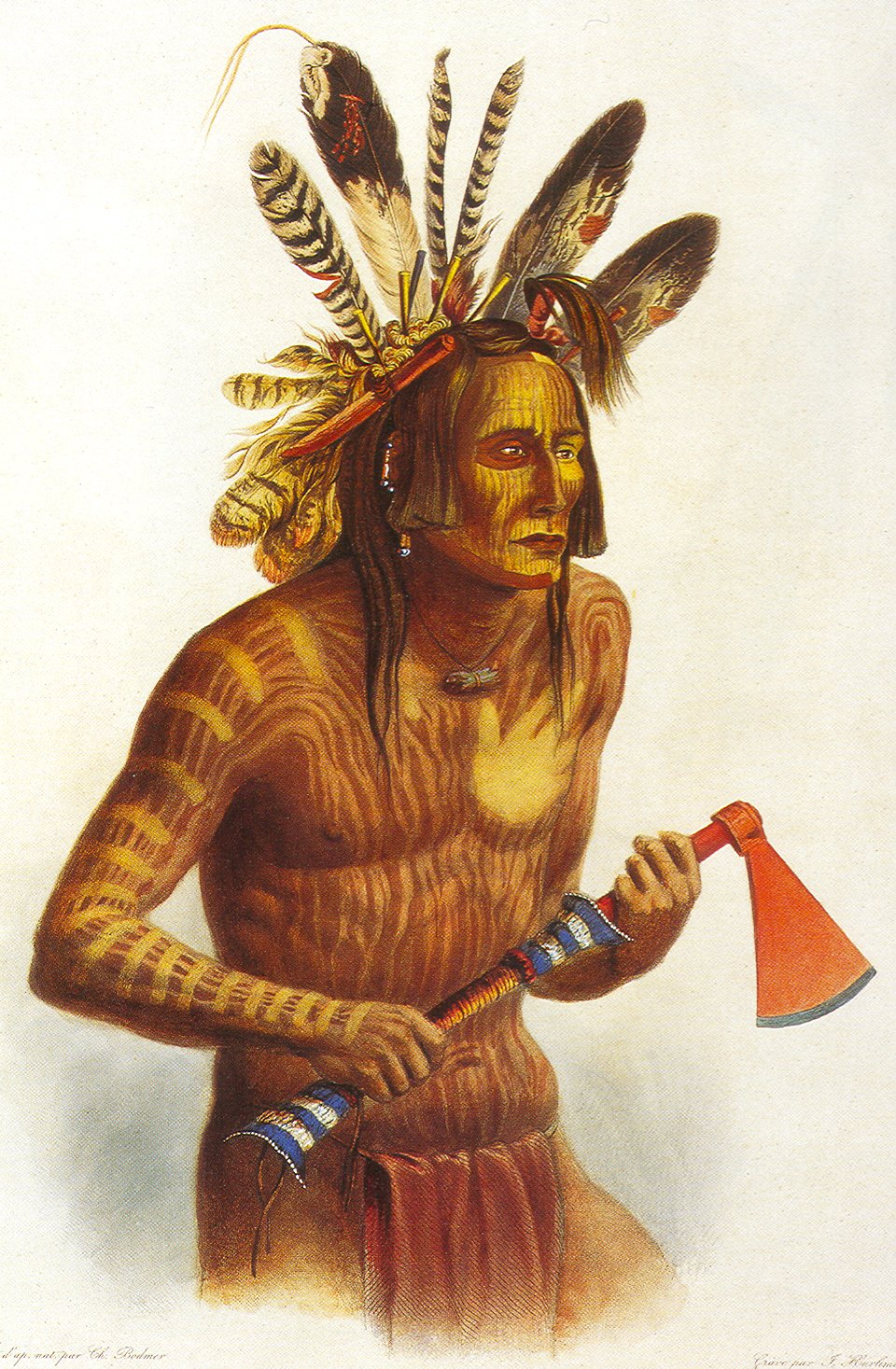
Mató-Tópe, Häuptling der Mandan.

Karl Bodmer brachte von der Reise mehr als 400 Skizzen und Aquarelle von Indianern, Pflanzen, Tieren und Landschaften nach Deutschland zurück. Prinz Maximilian zu Wied-Neuwied wählte unter den zahlreichen Aquarellen diejenigen aus, die er in sein Buch aufnehmen wollte, und bat Karl Bodmer, die Herstellung der für den Druck benötigten Stiche nach diesen Bildern selbst zu überwachen. Bodmer beaufsichtigte daher 20 renommierte Kupferstecher in Paris, Zürich und London, die 63 Stahl- und 18 Kupferplatten herstellten, welche seine Aquarelle genau reproduzierten. Die Kupferstecher benutzten dabei Pantografen, um die Vorlagen und ihre Proportionen präzise zu vergrößern. Von den 81 Platten wurden 48 als Bildtafeln im Großformat (Tableau genannt) und 33 kleinere als Vignetten hergestellt. Nach dem Druck leitete Bodmer auch die Künstler an, die die Bildtafeln und Vignetten gemäß seinen Angaben farbig kolorieren sollten. Er reiste deshalb ständig zwischen den Städten Paris, Zürich und London hin und her, um die exakte Ausführung der Drucke und ihrer farbigen Fassungen sicherzustellen.
Am 10. November 1837 wurde die erste Lieferung der deutschen Ausgabe in fünf verschiedenen Ausführungen angeboten. Die Preise für jede der 20 Lieferungen lagen zwischen 3 Talern, 5 Silbergroschen und 10 Talern, je nach Art des Papiers und der Zahl der kolorierten Stiche. So ergaben sich Preise für das deutsche Gesamtwerk in Höhe von 60–200 Talern. Zum Vergleich: Ein gelernter Arbeiter verdiente seinerzeit in Koblenz im ganzen Jahr 200 Taler.

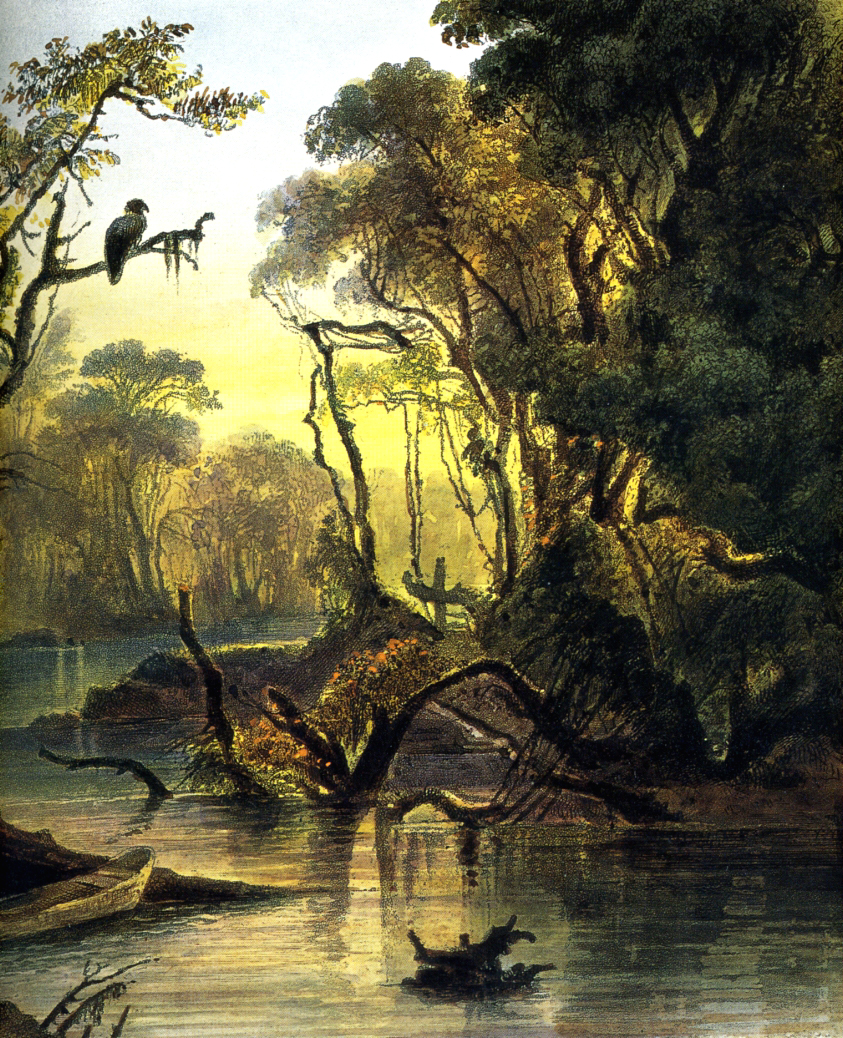
Der Wabash River bei New Harmony 1832–1833. Ausschnitt aus: „Cutoff River Arm des Wabash“ von Karl Bodmer

Die Subskribentenliste führt 215 Personen und Institutionen auf, die insgesamt 277 Exemplare bestellten, davon waren 160 Exemplare in der einfachsten Ausführung ohne Kolorierung. Es zeigte sich, dass weitere Käufer des Werkes nur sehr schwer zu gewinnen waren. Dabei kam es zu Spannungen zwischen Karl Bodmer und dem Maximilian zu Wied-Neuwied, da Bodmer vertraglich zugesagt hatte, die Verantwortung für den Verkauf in Frankreich und England zu übernehmen.
Die französische Erstausgabe erschien 1840–1843, die englische Erstausgabe folgte 1843–1844. Die wirtschaftliche Depression des Jahres 1846 und die Revolution von 1848 dämpften überall die Nachfrage, und ein finanzielles Debakel zeichnete sich ab. 1847 verzichtete Karl Bodmer auf alle seine Rechte an den Originalplatten und übertrug die Verantwortung für die Vermarktung auf Prinz Maximilian zu Wied-Neuwied und seine Familie. Er übergab die Platten aber erst 1856 der preußischen Botschaft in Paris zur Weitergabe, wo sie wegen des Deutsch-Französischen Krieges bis zum Jahr 1873 lagerten.

## Sammlung im Joslyn Art Museum
Bodmers Werke und Druckplatten, die er Maximilian zu Wied-Neuwied überlassen musste, wurden im Schloss Neuwied aufbewahrt und gerieten in Vergessenheit. Stanley Pargellis von der Newberry Library und der deutsche Wissenschaftler Joseph Röder sorgten für ihre Wiederentdeckung. Durch eine Wanderausstellung kamen 118 Aquarelle 1953–1955 nach Amerika und machten die Aquarelle dort bekannt.

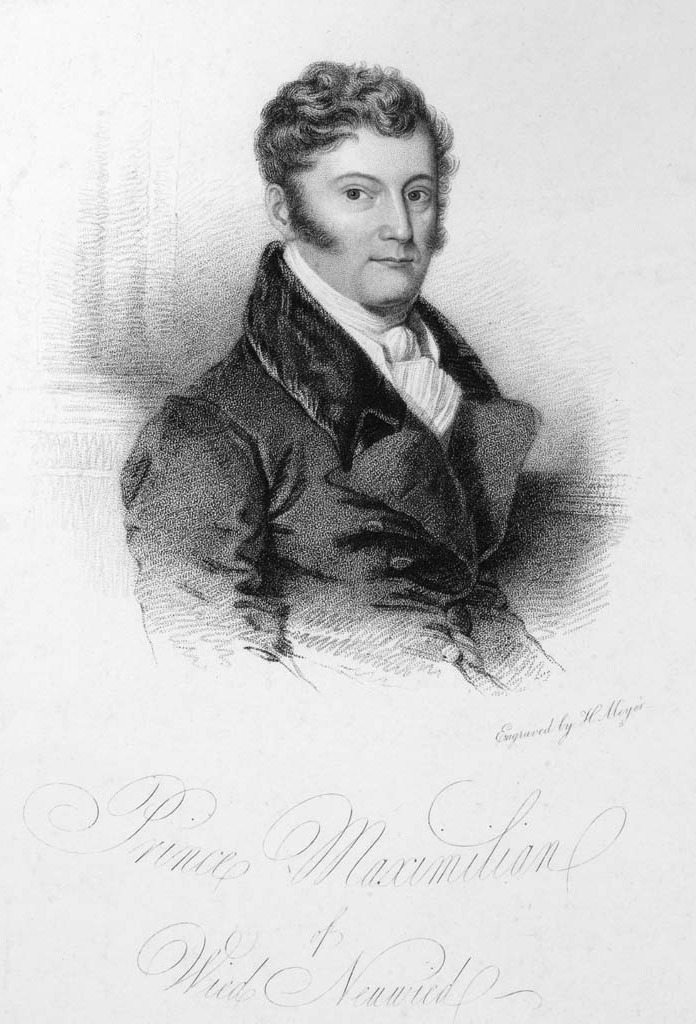
Maximilian zu Wied-Neuwied

Im Jahr 1959 erwarb die Kunsthandlung M. Knoedler & Company aus New York von Friedrich Wilhelm Fürst zu Wied die gesamten im Schloss Neuwied aufbewahrten Archivmaterialien sowie Karl Bodmers Kunstwerke und Druckplatten und stellte sie im Joslyn Art Museum in Omaha (Nebraska) aus. Im Jahr darauf kaufte die Northern Gas Company mit Sitz in Omaha die Sammlung für die Stiftung Inner North an und übergab sie dem Joslyn Art Museum zunächst als Leihgabe und 1986 als Geschenk.
In dem Museumsbestand befinden sich seitdem 386 Zeichnungen und Aquarelle von Karl Bodmer, die Tagebücher und die Reisekorrespondenz von Maximilian zu Wied-Neuwied sowie weitere Dokumente wie Zeitungsausschnitte, Rechnungen, Einladungen und Landkarten. Die Tagebücher von Maximilian zu Wied-Neuwied werden seit 2008 in englischer Übersetzung in dem wissenschaftlich edierten Werk The North American Journals of Prince Maximilian of Wied in drei Bänden von dem Museum publiziert.
1989 gab das Joslyn Art Museum eine handkolorierte und auf 125 Exemplare limitierte Neuausgabe vom Bildatlas der Reise in das innere Nord-Amerika 1832–1834 heraus, die mit den Original-Druckplatten hergestellt wurde. In verschiedenen Buchveröffentlichungen hat das Museum gemeinsam mit der University of Nebraska Press Zeichnungen und Aquarelle aus dem Museumsbestand publiziert. 1984 erschien das Buch Karl Bodmer’s America mit 359 Reproduktionen von Zeichnungen und Aquarellen, die Karl Bodmer während der Amerikareise angefertigt hatte. Nach dem Urteil von Hans Peter Treichler sind die Originalaquarelle in ihrer Spontaneität, aber auch in ihrer Farbgebung und Linienführung den späteren gestochenen Illustrationen künstlerisch überlegen.
Karl Bodmers Illustrationen von Nordamerika gibt es in unterschiedlichen Farbgebungen, da sie von Hand koloriert wurden. Sie befinden sich heute nicht nur in den genannten Museen, sondern auch in The Whitney Gallery of Western Art im Buffalo Bill Historical Center in der Stadt Cody (Wyoming, USA) und in einigen anderen vorwiegend amerikanischen Museen. Über den Kunsthandel werden viele Werke von ihm angeboten.

## Bestand in europäischen Bibliotheken und Museen
Belgien

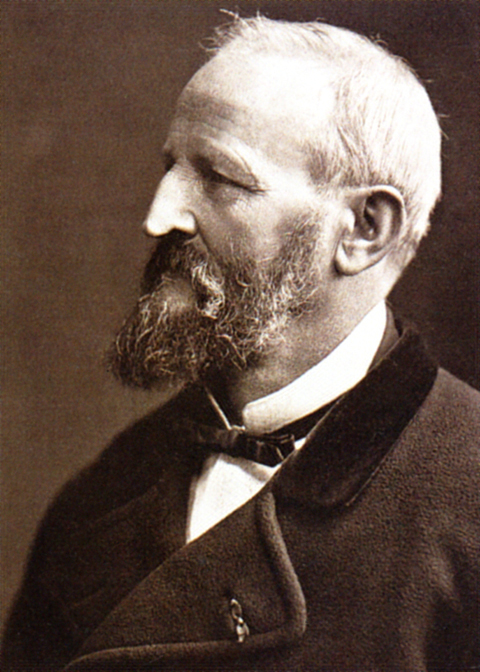
Karl Bodmer 1877

- Brüssel: Bibliothèque royale de la Belgique (Französische Edition)

Deutschland
- Berlin: Ethnologisches Museum (Gebundene deutsche Edition ohne Kolorierung)
- Berlin: Staatsbibliothek (Gebundene deutsche Edition ohne Kolorierung)
- Karlsruhe: Badische Landesbibliothek (Gebundene deutsche Edition ohne Kolorierung)
- Leipzig: Private Kollektion (Tableau 23)
- München: Bayerische Staatsbibliothek (Gebundene deutsche Edition ohne Kolorierung),
- München: Staatliches Museum für Völkerkunde (Handkolorierte Tableaus der deutschen Edition, ungebunden)
- Offenbach: Deutsches Ledermuseum (Verschiedene Tableaus)
- Regensburg: Fürst Thurn und Taxis Hofbibliothek (Gebundene deutsche Edition mit Kolorierung)
- Stuttgart: Lindenmuseum (zahlreiche Tableaus und Vignetten)

England
- Cambridge: University Library (Gebundene deutsche Edition ohne Kolorierung)
- London: British Library (Gebundene deutsche Edition ohne Kolorierung, gebundene handkolorierte französische Edition, zahlreiche Tableaus und Vignetten aus dem Werk Nord-Amerika in Bildern ohne Kolorierung)
- London: Museum of Mankind (Gebundene handkolorierte englische Edition ohne die Tableaus 1 und 5 und Vignetten XIX und XXIX.)
- London: Natural History Museum (Gebundene deutsche Edition mit und ohne Handkolorierung)
- Oxford: Bodleian Library of the University (Gebundene französische Edition ohne Kolorierung)

Frankreich
- Paris: Bibliothèque nationale de France (Gebundene deutsche Edition, zwei gebundene französische Editionen)

Österreich
- Wien: Albertina (Gebundene deutsche Edition)

Schweiz
- Zürich: NONAM, Nordamerika Native Museum – Indianer und Inuit Kulturen (zahlreiche Tableaus und Vignetten, zum Teil handkoloriert). Literatur: Nordamerika Native Museum Zürich: Karl Bodmer. A Swiss Artist in America 1809–1893. Ein Schweizer Künstler in Amerika. Scheidegger & Spiess, Zürich 2009. ISBN 978-3-85881-236-0 (Text: deutsch und englisch. Mit Abbildungen aller Tableaus und Vignetten aus dem NONAM, Nordamerika Native Museum – Indianer und Inuit Kulturen in Zürich.).

### Primärliteratur
Deutsche Erstausgaben
- Maximilian zu Wied-Neuwied: Reise in das innere Nord-America in den Jahren 1832 bis 1834, 2 Textbände und 1 Bildatlas mit Illustrationen von Karl Bodmer, J. Hölscher, Koblenz 1839–1841.
- Maximilian zu Wied-Neuwied: Nord-America in Bildern, 1846. Eine zweite Auflage wurde 1851 begonnen, aber wahrscheinlich nicht fertiggestellt. Das Werk enthält ausgewählte Bilder aus dem Bildatlas mit Bilderläuterungen von Maximilian zu Wied-Neuwied.
- Maximilian zu Wied-Neuwied: Verzeichnis der auf meiner Reise in Nord-America beobachteten Säugethiere. Berlin, 1862.
- Maximilian zu Wied-Neuwied: Verzeichnis der Reptilien, welche auf einer Reise im nördlichen America beobachtet wurden. Nova Acta Academiae Caesareae Leopoldinae Nat. Cur. 32, I, 8, E.Blochmann&Sohn, Dresden 1865 (Mit 7 handkolorierten Illustrationen von Karl Bodmer von Schildkröten und zwei Salamandern. Auch separat veröffentlicht: Frommann, Jena.)

Französische Erstausgabe
- Maximilian zu Wied-Neuwied: Voyage dans l’interieur de L’Amérique du Nord exécuté pendant les années 1832, 1833 et 1834. Arthus-Bertrand, Paris 1840–1843.

Englische Erstausgabe
- Maximilian zu Wied-Neuwied: Maximilian Prince of Wied’s Travels in the Interior of North America, during the years 1832–1834; Übersetzung von H. Evans Lloyd; Achermann & Comp., London 1843–1844. (Auszüge daraus erschienen 1906 als fotomechanisches Faksimile mit Halbtonbildern in Early Western Travels, 1748–1848, Bände 22–25, von Reuben Gold Thwaites, Arthur H. Clark Company, Cleveland-Ohio. Neuausgabe: Reuben Gold Thwaites: Early Western Travels, 1748–1846. AMS Press, New York 1966.)

Reprints von Karl Bodmers Originalplatten
- Leipziger Edition: Ausgabe unkolorierter Drucke von den Originalplatten des Bildatlas im Verlag Schmidt und Guenther, Leipzig 1921–1922, unter dem Serientitel Reprints of Rare Americana.
- Alecto Historical Editions: Limited Edition Prints. London 1989–1993. Handkolorierte und auf 125 Exemplare limitierte Neuausgabe der Tableaus und Vignetten unter Verwendung der Original-Druckplatten von Karl Bodmer unter dem Namen Bodmers America.[2] Die Kolorierung weicht von der verhaltenen Kolorierung der Originale, die Karl Bodmer mit seinem Blindstempel autorisierte, ab und ist von einer stärkeren Farbigkeit bestimmt.

Handkolorierte Drucke von neuen Bildplatten
- Auf 50 Exemplare limitierte handkolorierte Ausgabe für „Original Journals of the Lewis and Clark Expedition“ (13 Bände), herausgegeben von Reuben Gold Thwaites, Dodd, Mead & Company, New York 1904–1905.
- Maximilian zu Wied-Neuwied: Verzeichnis der Reptilien, welche auf einer Reise im nördlichen America beobachtet wurden. Bibliomania!, Salt Lake City ca. 2006, ISBN 1-932871-04-7, ISBN 1-932871-03-9.

Fotomechanische Nachdrucke
- Indianer: Faksimiles zu Maximilian zu Wied-Neuwied: Reise in das innere Nord-Amerika 1832–1834. Unveränderter fotomechanischer Nachdruck von zwei Textbänden, Vignetten und Bildtafeln. Zentralantiquariat Leipzig 1968.
- Maximilian Prinz zu Wied: Reise in das Innere Nord-America in den Jahren 1832 bis 1834. Reprint mit zwei Textbänden und einem Tafel- und Vignettenband. Fines Mundi Verlag, Saarbrücken 2015 (vollständige Ausgabe)
- Maximilian zu Wied-Neuwied: Reise in das innere Nord-Amerika 1832–1834. Reprint mit zwei Textbänden, Vignettenband und Tafelmappe. Verlag L. Borowsky, München 1979 (leicht gekürzter Text, Vignetten und Tafeln in schwarzweiß).
- Walter Hansen: Die Reise des Prinzen Wied zu den Indianern. Verlag W. Ludwig, Pfaffenhofen-Ilm 1977 (gekürzt zu einer fortlaufenden und gut lesbaren Textfassung mit Schwarzweißfotografien)
- Maximilian zu Wied-Neuwied: Reise in das innere Nord-Amerika 1832–1834. Reprint der Tableaus und Vignetten in guter Farbdruckqualität mit sehr stark gekürztem Text, preiswert. Taschen, Köln 2001.
- Maximilian zu Wied-Neuwied: Verzeichnis der Reptilien, welche auf einer Reise im nördlichen America beobachtet wurden. Bibliomania!, Salt Lake City ca. 2006. ISBN 1-932871-04-7 (gebunden), ISBN 1-932871-03-9 (ungebunden).
- Reuben Gold Thwaites: Early Western Travels, 1748–1846. AMS Press, New York 1966.

Amerikanische Erstausgaben der Skizzen und Aquarelle
Sammlung im Joslyn Art Museum
- David C. Hunt, William J. Orr, W. H. Goetzmann (Hrsg.): Karl Bodmer’s America. Mit einer Biografie von William J. Orr: Karl Bodmer. The Artist’s Life. und der Erstveröffentlichung von Bodmers amerikanischen Skizzen und Aquarellen im Joslyn Art Museum in bester Qualität. Joslyn Art Museum, Omaha Ne 1984, ISBN 0-8032-1185-6.
- John C.Ewers: Views of vanishing frontier. Joslyn Art Museum, Omaha Ne 1984, 1985, ISBN 0-936364-12-2.
- Marsha V. Gallagher: Karl Bodmer’s eastern views. Joslyn Art Museum, Omaha Ne 1996, ISBN 0-936364-26-2.

Karl Bodmers Nordamerikanische Drucke
Sammlung im Joslyn Art Museum
- Brandon K. Ruud (Hrsg.): Karl Bodmer's North American Prints. Abbildungen der Drucke und Essays von Ron Tyler und Brandon K. Ruud. Vorwort von J. Brooks Joyner. Joslyn Art Museum, Omaha, Nebraska in Zusammenarbeit mit der University of Nebraska Press, Lincoln und London, 2004. ISBN 0-8032-1326-3.

Sammlung in der Newberry Library Bodmer Collection in Chicago
- W. Raymond Wood, Joseph C. Porter, David C. Hunt: Karl Bodmer’s studio art. The Newberry Library Bodmer Collection. University of Illinois Press, Urbana/Chicago 2002, ISBN 0-252-02756-6.

Reisetagebücher von Maximilian zu Wied-Neuwied in englischer Übersetzung
- Stephen S. Witte, Marsha V. Gallagher (Hrsg.): The North American Journals of Prince Maximilian of Wied. Volume 1: May 1832 – April 1833. Joslyn Art Museum, Omaha (Nebraska) 2008. (Englische Übersetzung mit den Zeichnungen und Aquarellen der Tagebücher. Es folgt noch der dritte Band.)
- Stephen S. Witte, Marsha V. Gallagher (Hrsg.): The North American Journals of Prince Maximilian of Wied. Volume 2: April – September 1833. Joslyn Art Museum, Omaha (Nebraska) 2010. (Englische Übersetzung mit den Zeichnungen und Aquarellen der Tagebücher.)
- Stephen S. Witte, Marsha V. Gallagher (Hrsg.): The North American Journals of Prince Maximilian of Wied. Volume 3: September 1833 – August 1834. Joslyn Art Museum, Omaha (Nebraska) 2012. (Englische Übersetzung von William J. Orr, Paul Schach und Dieter Karch mit den Zeichnungen und Aquarellen der Tagebücher. Vorwort von John Wilson.)

Die Berliner und Stuttgarter Nordamerikasammlung von Maximilian zu Wied-Neuwied
- Nordamerika Native Museum Zürich: Karl Bodmer. A Swiss Artist in America 1809–1893. Ein Schweizer Künstler in Amerika. Scheidegger & Spiess, Zürich 2009. ISBN 978-3-85881-236-0 (Text: deutsch und englisch. Mit einer Bibliografie und mit Abbildungen aller Tableaus und Vignetten aus dem NONAM, Nordamerika Native Museum – Indianer und Inuit Kulturen in Zürich.).

### Sekundärliteratur
Analyse des Werkes Reise in das innere Nord-America in den Jahren 1832 bis 1834
- Michael G. Noll: Mosaik eines Reiseberichtes. In: Heimat-Jahrbuch 2002 des Landkreises Neuwied. Hrsg. vom Landkreis Neuwied, Seite 193–201.

Reise in das Innere Nordamerikas 176 Jahre nach Karl Bodmers und Maximilian zu Wied-Neuwieds Reise
Ulrich und Elke Schmotz fuhren 176 Jahre nach der Reise von Karl Bodmer und Maximilian zu Wied-Neuwied auf den Tag genau auf deren Route von Boston nach Fort McKenzie. Sie waren 176 Jahre nach ihnen an den gleichen Tagen an den gleichen Standorten, an denen Karl Bodmer seine Aquarelle gemalt und Maximilian zu Wied-Neuwied seine Tagebucheintragungen aufgezeichnet hat:
- Ulrich Schmotz: Dead End. Reise in das Innere Nordamerikas. traveldiary.de Reiseliteratur-Verlag, Hamburg 2013. ISBN 978-3-944365-22-0.